# Дескур, Сирил
Сирил Дескур (фр. Cyril Descours) — французский актёр театра и кино.

## Биография
Родился 15 июля 1983 года во Франкфурте-на-Майне в Германии. С детства был влюблён в театр. С 1999 года в течение трёх лет учился в частной парижской школе «Cours Florent», в которой дети, начиная с семилетнего возраста, обучаются театральному мастерству. Является членом театральной компании «Бога нет» (фр. Pas de Dieux). Имеет ученую степень в области литературного перевода.
Его первыми актёрскими работами стали участие в театральной постановке пьесы Жана Жироду «Троянской войны не будет» (фр. La guerre de Troie n’aura pas lieu) и роль в короткометражном фильме Жерома Салле «День благодарения» (фр. Le Jour De Grace). Первая работа актёра на телевидении — роль в телевизионном фильме «Дитя рассвета» (фр. L'Enfant de l'aube), снятому по автобиографическому роману Марко Анжело «Дети рассвета». Во время демонстрации картины на канале TF1 её посмотрели 10,1 миллиона зрителей.
Сирил Дескур имеет черный пояс по каратэ, занимается плаванием, катанием на роликах, увлекается сноубордом и верховой ездой. Мать Сирила немка, отец француз. Родным языком актёра является немецкий, он также свободно говорит на французском и английском языках, может изъясняться на итальянском и испанском.
Вместе с Эммой Уотсон актёр снимался в рекламе духов «Trésor Midnight Rose».

## Фильмография
| Год  |     | Русское название                      | Оригинальное название                             | Роль                |
| ---- | --- | ------------------------------------- | ------------------------------------------------- | ------------------- |
| 2011 | ф   | Финишная прямая                       | La ligne droite                                   | Янник               |
| 2009 | ф   | Маленькая зона турбулентности         | Une petite zone de turbulences                    | Матье Мюре          |
| 2009 | ф   | Сообщник                              | Complices                                         | Венсан              |
| 2009 | тф  | Королева и кардинал                   | La reine et le cardinal                           | молодой Людовик XIV |
| 2008 | кор |                                       | Silence! On voudrait bien s'aimer                 |                     |
| 2008 | кор |                                       | Troubles Sens                                     |                     |
| 2008 | с   | Джон Адамс                            | John Adams                                        |                     |
| 2008 | тф  |                                       | Sa raison d'être                                  | Жером               |
| 2007 | тф  |                                       | Rilke et Rodin, une rencontre                     |                     |
| 2007 | тф  | Дело Кристиана Рануччи: Борьба матери | L'affaire Christian Ranucci: Le combat d'une mère |                     |
| 2006 | тф  |                                       | Vive la bombe!                                    | Филипп              |
| 2006 | ф   | Французский для начинающих            | Französisch für Anfänger                          | Матье               |
| 2006 | ф   | Париж, я люблю тебя                   | Paris, je t'aime                                  | Франсуа             |
| 2005 | тф  |                                       | Joseph                                            | Лео                 |
| 2005 | с   | Секс в большом Париже                 | Clara Sheller                                     | Бэн                 |
| 2004 | с   | Les Montana                           | Оригинальное название неизвестно                  |                     |
| 2004 | ф   |                                       | L'enfant de l'aube                                | Тристан             |
| 2001 | ф   | Клеман                                | Clément                                           |                     |
| 2000 | кор |                                       | Le jour de grâce                                  |                     |